# Лохвицкий район
Ло́хвицкий райо́н (укр. Лохвицький район) — упразднённая административная единица на севере Полтавской области Украины. Административный центр — город Лохвица.

## География
Лохвицкий район находится в северной части Полтавской области Украины.
С ним соседствуют
Чернухинский,
Лубенский,
Миргородский,
Гадячский районы Полтавской области,
Липоводолинский,
Роменский районы Сумской области,
Варвинский район Черниговской области.
Площадь — 1300 км
Административным центром района является город Лохвица.
Через район протекают реки
Артополот,
Бодаква,
Буйлов Яр,
Глинная,
Лохвица,
Сула,
Сулица.

## История
Лохвицкий район образован 7 марта 1923 года на месте Лохвицкого уезда Полтавской губернии. 4 января 1957 года к нему была присоединена часть территории упразднённого Петровско-Роменского района. 17 июля 2020 года в результате административно-территориальной реформы район вошёл в состав Миргородского района.

## Демография
На 2019 год население района составляло 41 219 человек,
в том числе городское — 19 391 человек, сельское — 21 828 человек.

## Административное устройство
Район включает в себя:
| - Городских советов: 2 - Сельских советов: 19 | - Городов: 2 - Сёл: 79 |

### Местные советы[7]
| - Лохвицкий городской совет - Заводской городской совет - Безсаловский сельский совет - Бербеницкий сельский совет - Белогорильский сельский совет - Бодаквянский сельский совет - Васильковский сельский совет - Выришальненский сельский совет - Гирявоисковецкий сельский совет - Жабковский сельский совет - Исковецкий сельский совет | - Корсуновский сельский совет - Лучанский сельский совет - Песковский сельский совет - Погарщинский сельский совет - Риговский сельский совет - Свиридовский сельский совет - Сенчанский сельский совет - Токаревский сельский совет - Харьковецкий сельский совет - Яхниковский сельский совет |

### Населённые пункты[8]
| с. Архиповка с. Безсалы с. Белогорилка с. Бербеницы с. Бешты с. Бодаква с. Васильки с. Венславы с. Весёлое с. Вишенки с. Вишневое с. Волковское с. Воля с. Выришальное с. Высокое с. Гаевщина с. Гамалиевка с. Гирявые Исковцы с. Горки с. Дерековщина с. Дибровное | с. Долинка с. Дрюковщина г. Заводское с. Замориевка с. Западинцы с. Зирка с. Жабки с. Исковцы с. Корсуновка с. Криница г. Лохвица с. Лука с. Лучка с. Мехедовка с. Млыны с. Нижняя Будаковка с. Новое с. Овдиевка с. Озёрное с. Парницкое с. Пески | с. Песочки с. Пестичевское с. Пласковщина с. Погарщина с. Потоцковщина с. Пучковщина с. Риги с. Романиха с. Руда с. Рудка с. Ручки с. Саранчино с. Свиридовка с. Сенча с. Скоробагатки с. Слободка с. Слюзиха с. Сокириха с. Старый Хутор с. Степовое с. Степуки | с. Токари с. Харьковцы с. Христановка с. Хрули с. Часниковка с. Червоная Балка с. Червоная Слободка с. Червоные Луки с. Чижи с. Шевченки с. Шевченково с. Шкадретов с. Шмыгли с. Юсковцы с. Яблоновка с. Яремовщина с. Яхники с. Ячники |

#### Ликвидированные населённые пункты[9]
| с. Брыси с. Дедов Яр с. Забодаква | с. Закроиха с. Николаевка с. Ромашки | с. Ромодановка с. Терновое |

## Экономика
В основном сельскохозяйственного характера в районе сосредоточены лучшие в мире чёрнозёмы, толщина которых достигает до 1,5 м. Развита сахарная промышленность (крупнейший — «Лохвицкий сахарный завод»), спиртовая (Лохвицкий спиртовой комбинат, 9 тыс. дал в сутки), зерноперерабатывающая (Лохвицкий комбикормовый завод и гигант Райз-элеватор), приборостроительная (Лохвицкий приборостроительный завод).
В Червонозаводском также работают завод бурового клея (бывший завод кормовых дрожжей, переоборудованный под выпуск бурового клея) и организован пункт приёма и хранения молока(бывший «Маслозавод»).
В районе также развито производство глиняного кирпича — «Лохвицкий кирпичный завод», «Сенчанский кирпичный завод» и газодобывающая промышленность, которая представлена множеством изолированных газовых месторождений возле посёлков — Червонозаводское, Гаевщина, Лохвица, Вешновое, Токари, Виришальное, Сенча («Сенчанский газоперерабатывающий завод»), Млыны и другие.

## Образование
- Техникум пищевой промышленности (Лохвицкий филиал Полтавского техникума пищевых технологий, бывший «Лохвицкий техникум пищевой промышленности»), который также скомбинирован с филиалом Сумского Государственного университета.
- Профтехучилище ПТУ № 32.

## Культура
- Скульптор Хоменко Виктор Степанович[10]

## Общественные организации
- ГО «Нова хвиля Лохвиччини»[11]